# SJ F (II)
Die Lokomotiven der Reihe SJ F (II)  waren Schnellzug-Dampflokomotiven der schwedischen Staatsbahnen Statens Järnvägar mit der Achsfolge 2'C 1'h4v. Die ab 1914 beschafften elf Maschinen wurden 1937 nach Dänemark verkauft und von den dänischen Staatsbahnen DSB als Baureihe E eingruppiert, nachdem sie in Schweden aufgrund der fortschreitenden Elektrifizierung nicht mehr benötigt wurden. Die Dänischen Staatsbahnen ließen ab 1942 weitere 25 Maschinen bauen. Bis 1970 blieben die letzten Maschinen im Planeinsatz bei den DSB, fünf Exemplare sind museal erhalten.

## Beschaffung
Nachdem das schwedische Eisenbahnnetz an das kontinentale Netz 1909 durch die Fährverbindung Sassnitz–Trelleborg direkt angeschlossen war, stiegen die Zuglasten auf der Verbindung nach Stockholm an. Die Leistung der dort eingesetzten Lokomotiven der Baureihe SJ A (II) reichte dafür nicht mehr aus. Als Ersatz wurden dafür die Pacific-Lokomotiven der Baureihe F ab 1914 gebaut. Es wurden insgesamt elf Maschinen mit den Nummern 1200–1209 und 1271 in Dienst gestellt.

## DSB E
Durch die fortschreitende Elektrifizierung wurden die Lokomotiven für die SJ entbehrlich, sie wurden im Jahre 1937 an die dänischen Staatsbahnen verkauft. Dort erhielten sie die Bezeichnung E 964–974 und wurden entsprechend den Anforderungen der DSB umgebaut. Die Steuerung und die Armaturen wurden dabei auf die rechte Führerstandsseite verlegt.

## Neubauten in Dänemark
Weitere 25 Exemplare (E 975–999) ließen die DSB in den Jahren 1942–1950 bei Frichs mit geringfügigen Änderungen nachbauen. Wegen dieser Unterschiede wurden diese Lokomotiven intern als Baureihe EII bezeichnet. Von den aus Schweden übernommenen Lokomotiven unterschieden sich die Nachbauten äußertlich sichtbar durch einen zusätzlichen Dampfdom, größere Fenster im Führerhaus und einen geschweißten Tender. Ab 1948 erhielt ein Teil der Nachbauten zudem Doppelschornsteine. Die Lokomotiven waren in Dänemark bis 1970 im Planeinsatz.

## Erwähnenswertes
Am 24. Januar 1972 bespannten die E 978 und E 994 den Sonderzug, der den Sarg des verstorbenen Königs Frederik IX. von Kopenhagen zur traditionellen Grablege der dänischen Könige im Dom zu Roskilde brachte. Frederik IX. war ein großer Eisenbahnliebhaber gewesen und hatte verfügt, dass seine letzte Fahrt mit Dampftraktion bespannt werden sollte. Der Beisetzungszug seiner im November 2000 verstorbenen Gemahlin Ingrid nach Roskilde erhielt am 14. November 2000 mit den Museumslokomotiven DSB E 991 und PR 908 ebenfalls Dampfbespannung. Der in beiden Fällen zum Transport der Särge verwendete DSB ECO 6280 wurde mit der E 991 danach dem Eisenbahnmuseum in Odense übergeben.
Die Bezeichnung F wurde von den schwedischen Staatsbahnen ab 1942/1945 für die neu in Dienst gestellten 1'Do1' E-Lokomotiven erneut verwendet.

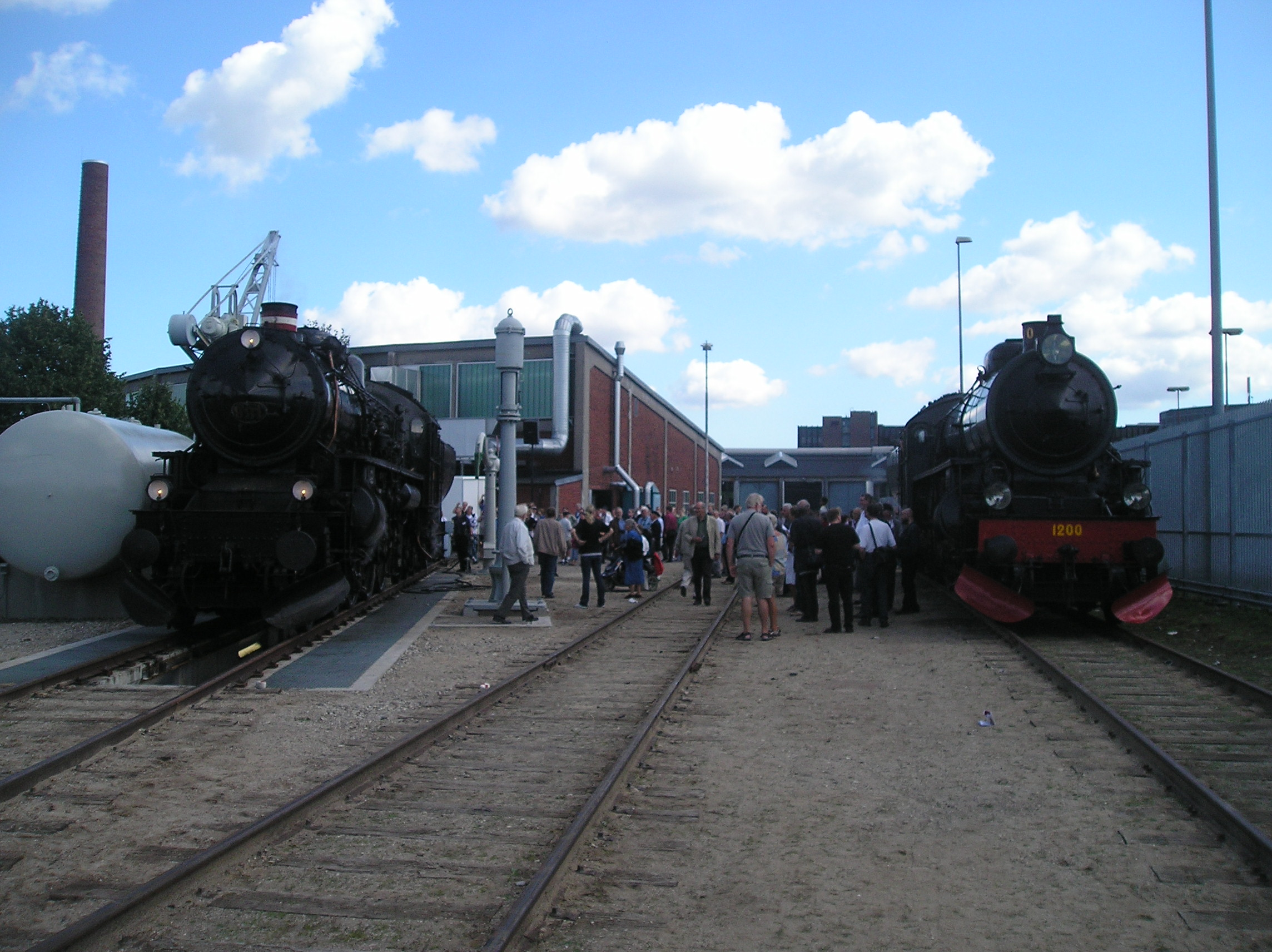
Die DSB E 991 und die SJ F 1200 gemeinsam im dänischen Eisenbahnmuseum
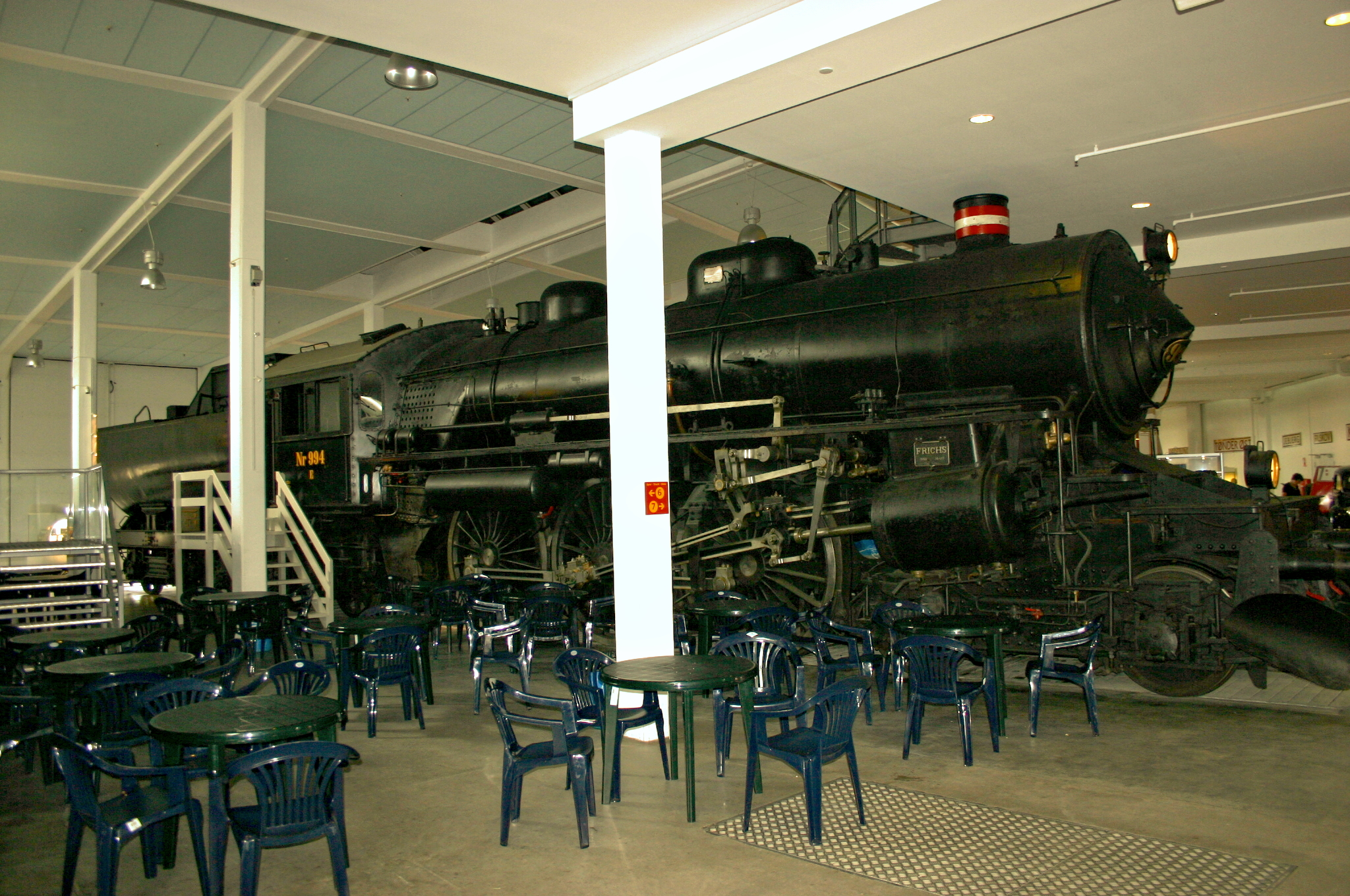
E 994 der DSB im dänischen Eisenbahnmuseum
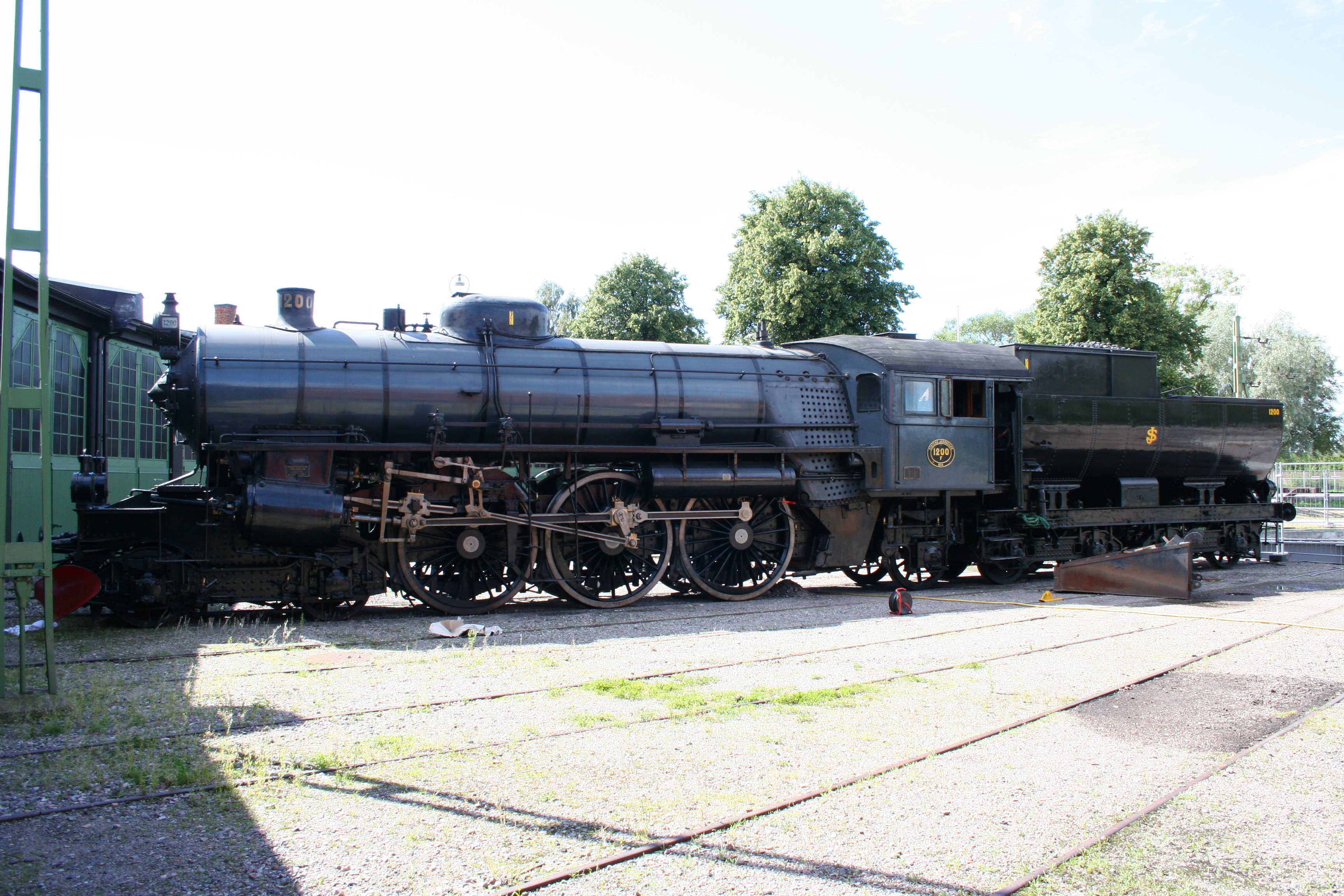
F 1200 der SJ
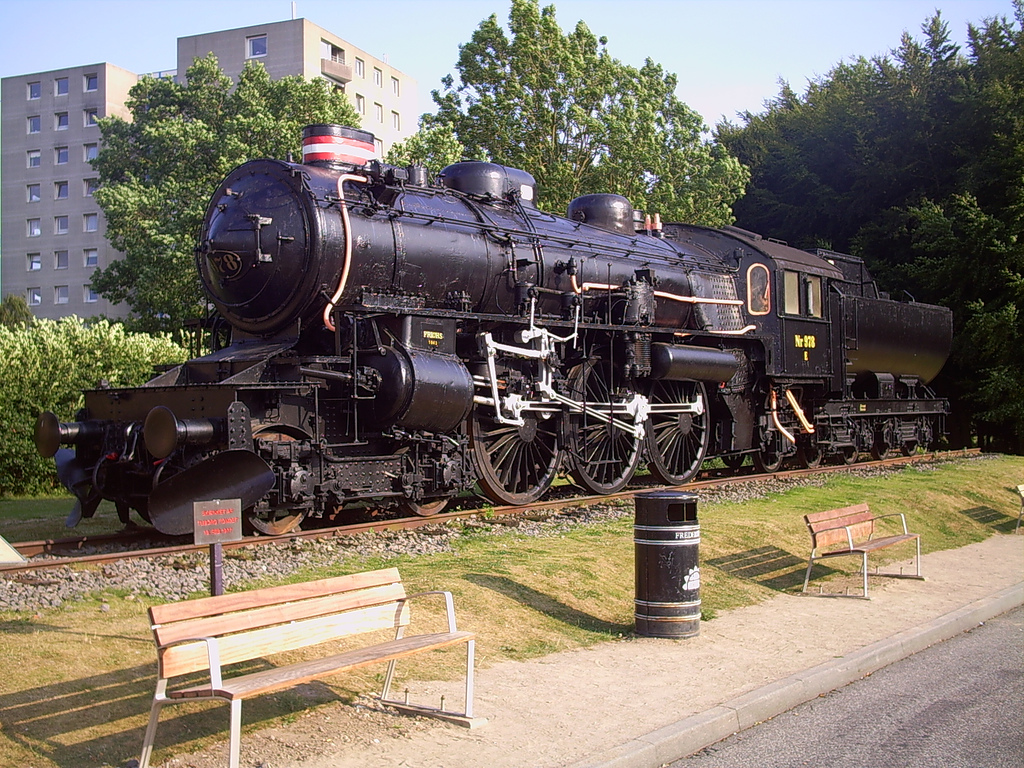
E 978 der DSB, von 1979 bis 2008 als Denkmallokomotive in Fredericia, inzwischen verschrottet

## Verbleib

### Schweden
Die E 964 wurde 1963 als F 1200 und die E 966 im Jahre 1999 als F 1202 an das Schwedische Eisenbahnmuseum in Gävle zurück verkauft.

### Dänemark
In Dänemark gehörten nach der Außerdienststellung 1970 die Lokomotiven E 978, E 991 und E 994 Danmarks Jernbanemuseum. Die E 978 war von 1979 bis 2008 als Denkmallokomotive in Fredericia. Das Denkmal wurde abgebaut und wurde am 29. Dezember 2008 nach Randers überführt. Dort wurde sie 2018 im Rahmen der Einsparpläne des Museums verschrottet, wobei Ersatzteile für die zeitweise für Sonderfahrten eingesetzte E 991 zurückgelegt wurden. E 994 steht im Museumsschuppen in Odense.
Die E 987 hatte ihren letzten Einsatz am 15. Mai 1970 und wurde nach der Ausmusterung 1973 an den Privatmann K. H. Glensgård abgegeben und am 27. Januar 1974 in Silkeborg im Betriebswerk der Horsens-Bryrup-Silkeborg Jernbane (HBS) untergestellt. 1992 kam die Lokomotive in den Lokschuppen Funder der ehemaligen Langå-Bramming-banen. Dort stand sie bis zum Verkauf 2008 an Peter Malmqvist, der sie nach Struer überführen ließ. Am 20. Juni 2009 wurde sie im Bahnbetriebswerk Tondern im Freien abgestellt. Am 24. Februar 2020 wurde sie nach Bramming zur lauftechnischen Überprüfung gebracht. Die Überführung zum Eisenbahnmuseum nach Gedser remise erfolgte am 7. März 2020 mit der MT 152 des Veterantog Vest.
Die E 996 zählt seit dem 24. Januar 1990 zum Bestand des Railworld Wildlife Haven im britischen Peterborough.

## Quelle
- Tåg i tiondel - Sveriges Järnvägsmuseum